# Daniel Augustin
Daniel Augustin (Fort Lauderdale, 30 april 1994), eveneens actief onder het pseudoniem Damor, is een Amerikaans acteur.

## Filmografie

### Als acteur
- Robyn Hood (2022) als Qaseem
- Rap Sh!t (2022) als Maurice (2 afleveringen)
- Á La Carte (2022) als Adam (4 afleveringen)
- How I Met Your Father (2022) als Ian (2 afleveringen)
- Grey's Anatomy (2021) als Chris Beaton (1 aflevering)
- The Haves and the Have Nots (2020) als Dope Boy (1 aflevering)
- Critical Thinking (2020) als Hustler
- Cake: The Series (2020) als Rick Devine (9 afleveringen)
- Dynasty (2020) als Marcus (1 aflevering)
- David Makes Man (2019) als Eman (6 afleveringen)
- Insatiable (2019) als Male Undies Runner (1 aflevering)
- Wu-Tang: An American Saga (2019) als Rakim (1 aflevering)
- The Resident (2019) als Ricky (1 aflevering)
- PillowTalk (2019) als Rob (1 aflevering)
- I Am Frankie (2018) als Garage Manager (2 afleveringen)
- Tough Love (2018) als Troublemaker (1 aflevering)
- The Last Stop (2018) als Jacob Johnson
- The Turnaround (2017) als Marquise Williams
- Treble in Paradise (2015) als Danny (7 afleveringen)
- Fear Thy Neighbor (2014) als Clerk

### Andere
- Tifi (2021) als editor
- Kinfolk: The Series (2021) als regisseur, editor en uitvoerend producent (6 afleveringen)
- Cake: The Series (2020) als regisseur, editor en uitvoerend producent (11 afleveringen)
- Gym Shorts (2019) als coregisseur (2 afleveringen)
- From the Top (2019) als uitvoerend producent
- Lottery (2018) als regisseur, editor, uitvoerend producent en director of photography
- The Last Stop (2018) als regisseur en editor
- The Put Down (2018) als geluidstechnicus (1 aflevering)
- Treble in Paradise (2015) als regisseur, uitvoerend producent en schrijver (7 afleveringen)
- Wade's World (2015) als musicus (1 aflevering)
- Close Friends Web Series (2014) als musicus (3 afleveringen)
- Close Friends: The Movie (2014) als musicus
- Dear Future Wife (2014) als musicus
- Fear Thy Neighbor (2014) als geluidstechnicus